# Каванума
Каванума (яп. 河沼郡 Каванума-гун) уезд расположен в префектуре Фукусима, Япония.
По оценкам на 1 апреля 2017 года, население составляет 22 588 человек, площадь 283,78 км², плотность 79,6 человек / км². 

## Посёлки и сёла
- Айдзубанге
- Янаидзу
- Янаидзу

## Слияния
- 1 ноября 2005 года посёлок Кавахигаси слился с городом Айдзувакамацу.